# جون ألان
جون ألان (بالإنجليزية: John Allan)‏ (11 مايو 1890 في المملكة المتحدة - ) هو لاعب كرة قدم بريطاني (وحمل سابقاً جنسية المملكة المتحدة لبريطانيا العظمى وأيرلندا) في مركز نصف الجناح. لعب مع كوفنتري سيتي ونادي إيفرتون ونادي روتشديل ونادي كارلايل يونايتد ونادي والسول وBedlington United A.F.C. ‏ ونادي ليدز ‏.